# Eduard Bueno Ferrer
Eduard Bueno Ferrer (Barcelona, 8 de febrer de 1940) és un ex-empresari i polític català, diputat al Parlament de Catalunya en la II Legislatura.

## Biografia
És diplomat en el programa d'alta direcció d'empreses (PDADE) de l'Institut d'Estudis Superiors de l'Empresa (IESE) en
1972-1973. Treballà com a administrador de finques i agent de la propietat immobiliària.
Participà en la fundació de l'Associació d'Empresaris Independents, de la que en fou president fins al 1978. El 1977 fou representant de les organitzacions empresarials espanyoles a l'Organització Internacional del Treball (OIT). Membre de la junta i comissió executiva de l'Associació de promotors i constructors d'edificis de Barcelona el 1977-1978. Participà en el primer Consell per a la creació de la Confederació Espanyola d'Organitzacions Empresarials (CEOE), fundador i president fins al 1981 de la Societat de Garanties Recíproques de Catalunya. El 1980 fou membre de la junta de propietaris del Gran Teatre del Liceu i vicepresident primer del Cercle del Liceu.
El 1983 fou nomenat president d'Aliança Popular a Catalunya i va ser elegit diputat per la circumscripció de Barcelona a les eleccions al Parlament de Catalunya de 1984, on fou membre de la Comissió d'Economia, Finances i Pressupost i de la Sindicatura de Comptes del Parlament de Catalunya. Va renunciar al seu escó en 1985. No es presentà a la reelecció el 1988 i es dedicà al sector privat.
President de la societat immobiliària Ibusa i soci de negocis de Javier de la Rosa, fou acusat d'haver prestat 10 milions de pessetes al jutge Lluís Pascual Estevill el 1993
El 2007 es va veure implicat en el Cas Hisenda, juntament amb Josep Lluís Núñez i Joan Josep Folchi i Bonafonte. El judici s'inicià el setembre de 2009, en el que se l'acusa de prevaricació continuada i falsedat documental. El jutge li'n demana quatre anys de presó. El final va ser condemnat a un any i vuit mesos de presó.